# Dan Bucatinsky
Daniel Bucatinsky (New York, 22 settembre 1965) è un attore, sceneggiatore e produttore televisivo statunitense.
Noto per il ruolo di James Novak nella serie televisiva Scandal, per cui ha vinto un premio Emmy.

## Biografia
Bucatinsky è nato a New York, da genitori ebrei argentini, Julio e Myriam. Le loro famiglie si trasferirono dalla Russia e dalla Polonia in Argentina. Si è diplomato al Vassar College di Poughkeepsie, New York.
Nel 2011 è protagonista, oltre che sceneggiatore e produttore, della commedia romantica All Over the Guy. È apparso in episodi di molte serie televisive, tra cui Curb Your Enthusiasm, Weeds, Friends, That '80s Show, Frasier e Will & Grace. Ha recitato anche in un episodio di Grey's Anatomy, dove ha lavorato per alcuni anni come consulente produttor. È stato produttore esecutivo e attore della serie HBO del 2005 The Comeback insieme alla sua socia di produzione, l'attrice Lisa Kudrow. Nel 2008, Bucatinsky e Lisa Kudrow hanno lavorato di nuovo come produttori per la webserie Web Therapy, in cui recitava anche Kudrow e Bucatinsky.
Bucatinsky ha interpretato il ruolo ricorrente del giornalista James Novak nella serie televisiva Scandal, per cui ha vinto un premio Emmy come miglior attore ospite in una serie drammatica. Nel 2016 ha recitato nella serie televisiva 24: Legacy.
Ha scritto anche un libro intitolato Does This Baby Make Me Look Straight?: Confessions of a Gay Dad.
Dal 2008 è sposato con il regista Don Roos, La coppia ha due figli; Eliza e Jonah.

## Filmografia

### Attore

#### Cinema
- The Opposite of Sex - L'esatto contrario del sesso (The Opposite of Sex), regia di Don Roos (1997)
- The Sky Is Falling, regia di Florrie Laurence (1999)
- All Over the Guy, regia di Julie Davis (2001)
- I Love Your Work , regia di Adam Goldberg (2002)
- Sotto il sole della Toscana (Under the Tuscan Sun), regia di Audrey Wells (2003)
- Pazzo pranzo di famiglia (When Do We Eat?), regia di Salvador Litvak (2005)
- The Post, regia di Steven Spielberg (2017)
- Ricomincio da me (Second Act), regia di Peter Segal (2018)
- Air - La storia del grande salto (Air), regia di Ben Affleck (2023)
- Our Little Secret, regia di Stephen Herek (2024)

#### Televisione
- Another Midnight Run – film TV (1994)
- Cinque in famiglia (Party of Five) – serie TV, 1 episodio (1996)
- Cybill – serie TV, 2 episodi (1996-1998)
- High Incident – serie TV, 1 episodio (1997)
- Jenny – serie TV, 1 episodio (1997)
- Saranno famosi a Los Angeles (Fame L.A.) – serie TV, 1 episodio (1997)
- Night Stand – serie TV, 1 episodio (1997)
- Significant Others – miniserie TV, 1 episodio (1998)
- Jarod il camaleonte (The Pretender) – serie TV, 1 episodio (1998)
- Maggie – serie TV, 1 episodio (1998)
- Chicago Hope – serie TV, 1 episodio (1998)
- La famiglia della giungla (The Wild Thornberrys) – serie TV, 1 episodio (2000)
- M.Y.O.B. – serie TV, 2 episodi (2000)
- Will & Grace – serie TV, 2 episodi (2000-2018)
- Rocket Power – serie TV, 1 episodio (2001)
- Frasier – serie TV, 1 episodio (2001)
- That '80s Show – serie TV, 1 episodio (2002)
- New York Police Department – serie TV, 2 episodi (2002)
- MDs – serie TV, 1 episodio (2002)
- Friends – serie TV, 1 episodio (2002)
- The Comeback – serie TV, 9 episodi (2005-2014)
- Weeds – serie TV, 1 episodio (2006)
- Curb Your Enthusiasm – serie TV, 1 episodio (2007)
- Dirt – serie TV, 1 episodio (2008)
- CSI: Miami – serie TV, 1 episodio (2008)
- Web Therapy – webserie, 27 episodi (2008-2014)
- Grey's Anatomy - serie TV, episodio 6x12 (2010)
- In Plain Sight - Protezione testimoni (In Plain Sight) – serie TV, 3 episodi (2011-2012)
- Web Therapy – serie TV, 34 episodi (2011-2015)
- Scandal – serie TV, 29 episodi (2012-2017)
- Marry Me – serie TV, 15 episodi (2014-2015)
- The Hotwives of Las Vegas – serie TV, 1 episodio (2015)
- Superstore – serie TV, 1 episodio (2016)
- Una mamma per amica - Di nuovo insieme (Gilmore Girls) – miniserie TV, 1 episodio (2016)
- 24: Legacy – serie TV, 12 episodi (2016-2017)
- Grace and Frankie – serie TV, 1 episodio (2018)
- The Good Doctor – serie TV, 1 episodio (2018)
- How I Met Your Father – serie TV, 1 episodio (2022)

### Sceneggiatore
- All Over the Guy, regia di Julie Davis (2001)
- Lipstick Jungle – serie TV, 3 episodi (2008)
- Grey's Anatomy – serie TV, 1 episodio (2013)
- Web Therapy – webserie (2008-2014)
- The Comeback – serie TV, 9 episodi (2005-2014)
- Web Therapy – serie TV (2011-2016)

### Produttore
- All Over the Guy, regia di Julie Davis (2001)
- Lipstick Jungle – serie TV, 19 episodi (2008-2009)
- Grey's Anatomy – serie TV, 48 episodi (2012-2014)
- L'amore e altri luoghi impossibili (Love and Other Impossible Pursuits), regia di Don Roos (2009)
- Web Therapy – webserie, 130 episodi (2008-2014)
- The Comeback – serie TV, 21 episodi (2005-2014)
- Web Therapy – serie TV, 44 episodi (2011-2015)
- Shitty Boyfriends – serie TV, 8 episodi (2015)
- It Got Better – serie TV documentario, 18 episodi (2014-2016)
- Who Do You Think You Are? – serie TV documentario, 73 episodi (2010-2018)
- 25 Words or Less – serie TV, 15 episodi (2018)

## Doppiatori italiani
Nelle versioni in italiano delle opere in cui ha recitato, Dan Bucatinsky è stato doppiato da:
- Franco Mannella in CSI: Miami, Our Little Secret
- Paolo Maria Scalondro in Grey's Anatomy
- Andrea Beltramo in Scandal
- Francesco Meoni in 24: Legacy
- Oreste Baldini in Ricomincio da me
- Roberto Del Giudice in Friends
- Luigi Ferraro in Will & Grace
- Davide Lepore in Rebel
- Mauro Gravina in All Rise
- Andrea Lavagnino in How I Met Your Father (ep. 1x08)
- Alessandro Parise in How I Met Your Father (ep. 2x06)